# 夢をかなえるゾウ
『夢をかなえるゾウ』（ゆめをかなえるゾウ）は、日本の男性作家・水野敬也の著作による書籍。飛鳥新社より2007年8月29日に刊行。2012年に第2弾『夢をかなえるゾウ2 ガネーシャと貧乏神』、2014年に第3弾『夢をかなえるゾウ3 ブラックガネーシャの教え』。2020年7月の第4弾『夢をかなえるゾウ4 ガネーシャと死神』から発行元が文響社に変わり以降、シリーズ全点の版権が同社に移行した。いずれもオーディオブックが配信されており、オトバンクのFeBe!（現・audiobook.jp）にてガネーシャ役の大川透ほか登場人物ごとにキャストが割り当てられたものが2011年より開始、Audible Inc.のAudibleにて岩崎了語りによるものが2020年より開始。現在シリーズ累計430万部を突破。

## 概要
ごく平凡なサラリーマンが「神様」を名乗る謎の生物・ガネーシャの指南によって自らの人生を変えていく物語。
2008年上半期の一般書籍（総合部門）で82万部を売り上げ、同期で最も売れた作品となっている。日経MJが2008年上半期に発表したヒット商品番付にもランクインしている（書籍でランクインしているのは他には『蟹工船』のみ）。2018年の時点で200万部を突破。
なお、後述する『ジョン・ロックフェラー』の寄付の習慣に基づき、著者印税の一部が慈善団体に寄付されている。
2012年には第2弾、2014年には第3弾、2020年には第4弾が発売。文庫版も発売されている。
〜 あらすじ 〜
主人公はどこにでもいる普通のサラリーマン。彼はこれまでにも自己啓発の本を読んだり、自らを変えようとしていたが、三日坊主の性格が災いして失敗し続けてきた。そして、会社の先輩の友人・カワシマ（実際には名刺交換しただけ）が開いたパーティーに出席した彼は、そこで有名人やアイドルの友達が談笑しているのを目の当たりにし、自分の住んでいる世界との差を痛感する。その夜、彼は泥酔したままインド旅行で買った置き物に「人生を変えたい」と泣き叫ぶと、次の朝、枕元に関西弁を話す謎の生物が。それは置き物から化けて出てきた神様・ガネーシャであった。主人公はガネーシャに振り回されながらも、夢を成すためにガネーシャの課題を行うことになる。
本書では「ガネーシャが与えた課題を実践し、身につくまで継続することが大切である。」
と謳っている。自分が変わることに期待しているうちはいいが、時間がたつと「自分は変われない」という考えになり、それがいつまでも続いていくのが変われない理由だとし、継続した実践の大切さを強調している。

## ガネーシャ
本作品で登場する人物（キャラクター）。人間の体にゾウの鼻、4本の腕を持っている。劇中ではインドの神様のガネーシャ (gaNeza)そのものである。（ガネーシャは財産や学問の神として大衆に信仰されている。詳細は当該項目を参照）。また、本書はフィクションであり、神様のガネーシャの神話などを元にしているわけではない。
主人公はガネーシャのことを虚言癖が有ると考えている。また、ガネーシャの主張することは「自称」と捉えている。
- 能力として人の心が読める。また、人に化けること、空を飛ぶことができる。
- 歴史上の出来事を目撃している。例えば、ビッグバンをリアルタイムで見ているなど。ただし、その機会は他の神々と争奪しており、全ての事象を目撃、体験しているわけではない（後述の富士急ハイランドのジェットコースターのドドンパの目撃の機会はガネーシャは得られていない。）。
- 偉人に影響を与えている。アイザック・ニュートンが万有引力を発見したきっかけなどを作っている。エピローグでは後日談として、有名になった主人公の人生も変えていると別の人に言っている。
- 関西弁を話す。
- 二人称として「自分」を使う（ガネーシャが自分と言う場合は、一人称としてのガネーシャではなく、聞き手の主人公のことである。）。
- 松下幸之助を幸ちゃん、本田宗一郎を宗ちゃんなどと著名な人物をも愛称で呼ぶ。
- ヘビースモーカー。過去何回か禁煙にチャレンジしたがだめだったよう。
- お金も含めて人のものをちゃっかり使う。
- 甘いものが好きで主人公との出会いで、あんみつが好物になった（神であるが、主人公に出会うまであんみつの存在は知らなかった。）。
- 目玉焼きにはベーコンがついていないと気がすまない。
- 仏教の開祖・釈迦と仲が良い。「今生の別れコント」なるネタを持っている。
- 富士急ハイランドのジェットコースター、「ドドンパ」に乗りたがっている。
- 「HTML言語」〔ママ〕などWeb技術を神として知っていたわけではなく、後天的に習得している（偽サイトを作り、主人公を信じさせた。）。
- パチンコでは負けることがある。また、テレビゲームの対戦を主人公と楽しんでいる（ただし、前述の人の心が読める能力とは背反する。）。

## 課題
作中で「ガネーシャ式」と呼ばれるガネーシャの課題を一部紹介する。設定として、課題を行う前にガネーシャとは契約が結ばれ、課題ができない場合、ガネーシャに自らの「希望」をとられ、夢のないまま一生を終えることになる。
| 課題                                               | エピソード                                                 |
| -------------------------------------------------- | ---------------------------------------------------------- |
| 1. 靴を磨く                                        | イチロー（メジャーリーガー、シアトル・マリナーズ）         |
| 2. コンビニで（お釣りを）募金する                  | ジョン・ロックフェラー                                     |
| 3. 食事は腹八分目にする                            | 釈迦                                                       |
| 4. 人の欲しがる物を先取りする                      | ヘンリー・フォード                                         |
| 5. 会った人を笑わせる                              | ハーブ・ケレハー（サウスウエスト航空会長）                 |
| 6. トイレ掃除をする                                | 松下幸之助                                                 |
| 7. まっすぐ帰宅する                                | スティーヴン・キング                                       |
| 8. その日がんばった自分を褒める                    | 手塚治虫                                                   |
| 9. 一日何かをやめてみる                            | カーネル・サンダース                                       |
| 10. 9.に関連して、決めた事を続けるための環境を作る | エイブラハム・リンカーン                                   |
| 11. 毎朝、全身鏡を見て身なりを整える               | ココ・シャネル                                             |
| 12. 自分の得意な事を人に聞く                       | マイケル・ジョーダン                                       |
| 13. 12.に関連して、自分の苦手な事を人に聞く        | リチャード・ブランソン                                     |
| 14. 夢を楽しく想像する                             | ノエル・ゴダン（著名人へのパイ投げで知られる）             |
| 15. 運が良いと口に出して言う                       | トーマス・エジソン                                         |
| 16. （何かを）ただでもらう                         | ウィリアム・シェイクスピア                                 |
| 17. 明日の準備をする                               | ランス・アームストロング                                   |
| 18. 身近にいる大切な人を喜ばせる                   | ロベルト・ゴイズエタ（コカ・コーラCEO）                    |
| 19. 人のいい所を見つけ褒める                       | アンドリュー・カーネギー                                   |
| 20. 19.に関連して、人の長所を盗む                  | ヴォルフガング・アマデウス・モーツァルト、サム・ウォルトン |
| 21. 求人情報誌を見る                               | チャールズ・ダーウィン                                     |
| 22. お参りに行く                                   | タイガー・ウッズ                                           |
| 23. 人気店に入り、人気の秘密を観察する             | アルバート・セント・ジョルジ（科学者）                     |
| 24. プレゼントをして喜ばせる                       | イワン・ツルゲーネフ                                       |

また、このあとに、人生を成功させる上での「最後の課題」が用意されている。

## テレビドラマ版
2008年10月2日に、日本テレビ系列で20時54分 - 22時48分(JST)に単発ドラマ版が放送。主演は小栗旬が務め、視聴率は8.1%を記録した。
また同じく10月2日から12月25日までバリューナイト木曜に新設された木曜ナイトドラマ枠にて、毎週木曜23時58分 - 翌0時38分（ラテ欄の表記、実際は0時00分 - 0時38分）に連続ドラマ版が放送された。連続ドラマ版の内容は小栗主演版と直結しており、水川あさみはこのドラマで初主演を務める。
単発版、連続版ともに、制作は読売テレビが担当。

### 単発ドラマ「男の成功篇」

#### キャスト
- 野上耕平 (26) - 小栗旬
- ガネーシャ - 古田新太
- 田村美佳 - 長手絢香
- 森川翔太 - 田中聡元
- 川嶋勇次 - 阿部力（友情出演）
- 野々村理恵 -池津祥子
- 佐藤大介 - 橋本望
- 江坂直樹 - 金田明夫
- 本城敏彦 - 長谷川初範
- 氷室絢子 (30) - 瀬戸朝香
- 鈴木社長 - 渡辺哲
- ニュートン&イチロー&キュリー夫人&エジソン - 田中要次
- 刑事 - 宇梶剛士
- 美女 - 愛川ゆず季
- 水着モデル - 采女華、杉田沙緒里、西崎陽
- 本物のゾウ - ランディ
- 星野あすか - 水川あさみ（特別出演）
- 森奈みはる
- 藤本恵理子
- 峯村淳二 ほか
- ナレーション - 窪田等

#### スタッフ
- 脚本 - 根本ノンジ
- 演出 - 岡本浩一（読売テレビ）
- チーフプロデューサー - 田中壽一（読売テレビ）
- プロデューサー - 竹綱裕博（読売テレビ）、千葉行利（ケイファクトリー）、宮川晶（ケイファクトリー）
- 音楽 - 中塚武
- VFX・特殊メイクスーパーバイザー - 岡野正広（ゴンゾ）
- CG - フレームワークス・エンタテインメント
- 技術協力 - フォーチュン
- 美術協力 - 日本テレビアート、アックス
- 編集・MA - 映広
- スタジオ - 緑山スタジオ・シティ
- 制作協力 - ケイファクトリー
- 制作著作 - 読売テレビ

### 連続ドラマ「女の幸せ篇」

#### キャスト（連ドラ）
- 星野あすか（25,10月2日生まれ） - 水川あさみ
- ガネーシャ - 古田新太
- 野上耕平 (29) - 小栗旬 ※第1話特別出演
- 坂東剛 (32) - 長谷川朝晴
- 池上ルナ (22) - 大久保麻理子
- 本多加奈子 (25) - 加藤理恵
- 田島部長 (45) - 佐戸井けん太
- 小田原華子 (30) - 桜田聖子
- 近藤 至 (32) - 柏原収史
- 藤波マヤ - 矢吹春奈
- 城島和幸 (31) - 弓削智久
- 酒井 寛 (32) - 南周平
- 木場 信 (31) - 小笹将継
- 谷 弥生 - 高原コマキ
- 網田和哉（エース） - 丸山智己
- バーテン（バー「サイレント」→バー「サイレン」） - 西田奈津美
- 小木 - 佐々木征史
- 中尾 - 内倉憲二
- 風見 - 内山翔人
- 中田久子 (25) - 佐々木梨絵
- ナレーション - 窪田等

##### 偉人
- クリムト（第1話）フェルゼン（第3話）一休宗純（第4話）ナポレオン（第5話）野村克也（第6話）ハーブ・ケレハー（第7話） アイルトン・セナ（第10話） パブロ・ピカソ（第12話）- 阿南健治
- 武田信玄（第2、3話） - 畠中洋
- ジュリアス・シーザー（第2、3話） - 橋本さとし
- マリー・アントワネット（第2、3話） - 堀内敬子
- 織田信長（第8、9話） - 生瀬勝久

##### その他
- 不動産業者 - 蔵内秀樹
- ガネーシャのパチンコ仲間 - 上村依子、真下有紀
- ぶつかった通行人 - 松田真知子
- 坂東剛の彼女 - 福山亜弥
- パチンコ店の客 - 上原カエラ
- チョコたん - 浜丘麻矢

#### スタッフ（連ドラ）
- 脚本 - 三浦有為子（連続ドラマ版）
- 演出 - 岡本浩一（読売テレビ）、国本雅広（ケイファクトリー）、爲川裕之
- チーフプロデューサー - 田中壽一（讀賣テレビ）
- プロデューサー - 竹綱裕博（読売テレビ）、千葉行利（ケイファクトリー）、宮川晶（ケイファクトリー）
- 音楽 - 中塚武
- VFX・特殊メイクスーパーバイザー - 岡野正広（ゴンゾ）
- CG - フレームワークス・エンタテインメント
- 技術協力 - フォーチュン
- 照明協力 - 日本テレビアート
- 美術協力 - アックス
- 編集・MA - 映広
- スタジオ - 緑山スタジオ・シティ
- 制作協力 - ケイファクトリー
- 制作著作 - 読売テレビ

#### 主題歌
- SEAMO『Continue』（BMG JAPAN）

#### サブタイトル
| 各話   | 放送日         | サブタイトル                                                         | 演出     |
| ------ | -------------- | -------------------------------------------------------------------- | -------- |
| 第1話  | 2008年10月2日  | 究極モテる秘密教えたる! オリジナル“幸せ”課題満載!                    | 岡本浩一 |
| 第2話  | 2008年10月9日  | 合コン(秘)必勝法を教えたる! 世界の偉人が“モテ”と“幸せ”を考える       | 国本雅広 |
| 第3話  | 2008年10月16日 | 合コンでモテる技教えたる! 世界の偉人合コン会議でアナタを幸せに?      | 国本雅広 |
| 第4話  | 2008年10月23日 | ペラっペラな恋愛もコレでOK! ウソをつかないでモテるワザ教えたる       | 岡本浩一 |
| 第5話  | 2008年10月30日 | 明日スグいい女になる課題を教えたる。 モテたいなら、悪女になれ!       | 岡本浩一 |
| 第6話  | 2008年11月6日  | 今週は悪の教え…他人の不幸はミツの味 恨んでモテる強烈劇薬教えたる     | 爲川裕之 |
| 第7話  | 2008年11月13日 | 人を笑わせる極意教えたる! 恋の悩みも最悪な人間関係も笑いで解決?      | 国本雅広 |
| 第8話  | 2008年11月20日 | 服を全部捨てるとモテる!? 今週アノ織田信長登場でSP課題                | 爲川裕之 |
| 第9話  | 2008年11月27日 | 好きになる秘密を教えたる! 恋に悩んで信長くん最終回SP                 | 岡本浩一 |
| 第10話 | 2008年12月04日 | 男がわからないと悩むアナタへの （秘）課題は…男になる!ナンパ教えたる  | 爲川裕之 |
| 第11話 | 2008年12月11日 | 今回ついに本当の恋がみつかる! 最終回目前究極のモテ課題を教えたる     | 国本雅広 |
| 第12話 | 2008年12月18日 | 最終回直前!涙の恋に悩むアナタへ特別に… 片想いの（秘）ワザを教えたる  | 国本雅広 |
| 最終話 | 2008年12月25日 | 幸せになる最後の課題の課題出したる! ほな最終回を楽しんでや心ゆくまで | 岡本浩一 |

#### ガネーシャの課題
- 爪を切る（第1話）
- 自炊する（第1話）
- 左手を使う（第2話）
- 合コンでボディタッチする（第2話、3話）
- 合コンで黙る（第3話）
- 合コンで全員を好きになる（第3話）
- 合コンで二次会に行かずに帰る（第3話）
- 大きな声で挨拶する（第3話）
- この世で一番興味のない異性とデートする（第4話）
- 嘘をつかない（第4話）
- 悪女になる（第5話）
- 自分のキャッチコピーを考える（第5話）
- 人を笑わせる（第7話）
- 持っている服を全部捨てる（第8話）
- 空を見る（第8話）
- ボディーガードになる（第9話）
- 人をサポートする（第9話）
- 男になる（第10話）
- 男の夢を聞く（第10話）
- 楽器をやる（第11話）
- 好きな人にイタズラをする（第12話）
- サプライズする（第12話）

#### ブラックガネーシャの課題
- 人の不幸を想像する（第6話）
- 人の悪意を知る（第6話）

#### あすかの課題
- 私に幸せだと言わせる（最終話）

#### 最後の課題
- 今日が地球最後の日と思う（最終話）

## 舞台版

### 2008年
品川ステラボールで2008年12月16日から26日まで公演、10月18日からチケット発売開始。
MSNの動画投稿サービスを利用したオーディション企画「MSN We舞台（ウェブタイ）」で出演権をかけて東京ブロック公開オーディションが行われ、最優秀者に高野萌丹花が選ばれ、その模様が劇中で登場している。
同時期には、大阪ビジネスパーク円形ホールで2008年12月18日から25日まで公演予定であった「ソラオの世界」も、10月18日からチケット発売開始されたが、制作上の理由で開催が困難な状況となり、延期を決定。延期日程が未定のため、チケットは全て払戻しとなっている。
キャスト
- ガネーシャ：小松政夫
- 二階堂智
- 初音映莉子
- 中河内雅貴
- 兼崎健太郎　他

スタッフ
- 劇作・脚本・演出：奈良橋陽子
- 原案・原作：水野敬也
- 美術：奥秀太郎（映像プランナー）
- 振付：香瑠鼓
- 音楽：橋本慎
- プロデューサー：多賀英典、上野真香人
- 企画製作：キティフィルム
- 協賛：MSN

### 2014年
劇団自由人会が本作の児童・生徒向け演劇を2014年から全国巡演していた。ちなみに全国学校巡演は「～小学校Ver.～」「～中学校Ver.～」「～青春ロボット編～」がある。なお、校名Ver.として表記ははないが「～青春ロボット編～」は高校巡演作品であり、また、一般公演も行われることがある。
スタッフ
- 脚本・演出：杉野じんべえ
- 原作：水野敬也

## テレビアニメ版
『夢をかなえるゾウ』（途中より『人生成功開運アニメ 夢をかなえるゾウ』に改題）は、2009年1月13日から9月15日まで、TBS系の『バラエティーニュース キミハ・ブレイク』（火曜20時）内アニメコーナーで放送された。通常は21時30分から40分前後の番組後半に放映されることが多かったが、番組前半に放映されることもあり放映時間は一定していない。タイトルコールは『ギミア・ぶれいく』内で放送されていた「笑ゥせぇるすまん」を意識しており、同作で喪黒福造を演じた大平透も釈迦役の声を充てていた。
初回でもある2009年1月13日は21時30分頃から21時45分頃に第1話が放送、翌週の1月20日は、第2話ではなく再放送の要請が多かったという理由で第1話が再放送された。その後不定期放映ながらも3話まで放映されたが、2009年4月23日に主演の草彅剛の不祥事により放送休止に追い込まれるが、復帰に伴い6月2日に再開された。その後も番組構成の関係で月1、2回程度（8月は0回）のペースで不定期放映が続けられたが、番組人気不振による『キミハ・ブレイク』の終了とともに最後の課題を待たずにアニメ自体も打ち切られることとなった。2009年12月27日には冬の年末特番として未放送エピソードも含めてTBSで放送された。

### キャスト（アニメ）
- 主人公・フミ山フミ夫 - 草彅剛
- ガネーシャ - 笑福亭鶴瓶
- 釈迦 - 大平透
- 白石 - ささきのぞみ
- 荒谷部長 - 小山剛志
- 池津課長 - 松山タカシ
- 千波先輩 - 前田剛
- 立花 - 市瀬秀和

### スタッフ（アニメ）
- 原作 - 水野敬也（飛鳥新社刊）
- 監督・シリーズ構成 - 大地丙太郎
- キャラクターデザイン - 田頭しのぶ
- 美術監督 - 古谷彰
- 色彩設計 - 松本真司
- 撮影監督 - 川口正幸
- 編集 - 松村正宏
- 音響監督 - たなかかずや
- 音響制作 - ダックスプロダクション
- 音楽 - 山本はるきち
- 音響効果 - 奥田維城
- 調整 - 堀内唯史
- プロデューサー - 山口泰広
- アニメーションプロデューサー - 松田桂一
- アニメーション制作 - Studio DEEN
- 制作 - TBS

### 各話リスト
| 話数   | 人が幸せになるための法則 本日の課題      | 脚本       | 絵コンテ   | 演出         | 作画監督   | 初放送日       |
| ------ | ---------------------------------------- | ---------- | ---------- | ------------ | ---------- | -------------- |
| その1  | 運が悪いと思っても運がいいと思え         | 大地丙太郎 | 大地丙太郎 | うえだしげる | 樋口香里   | 2009年 1月13日 |
| その2  | 寄付をする                               | 大地丙太郎 | 大地丙太郎 | うえだしげる | 樋口香里   | 2月10日        |
| その3  | 人を笑わせる                             | 大地丙太郎 | 田頭しのぶ | うえだしげる | 田頭しのぶ | 3月3日         |
| その4  | 人のいいところを見つけてほめる           | 大地丙太郎 | 田頭しのぶ | うえだしげる | 樋口香里   | 6月2日         |
| その5  | サプライズで人を喜ばせる                 | 小山剛志   | 田頭しのぶ | うえだしげる | 田頭しのぶ | 6月23日        |
| その6  | 1日何かをやめてみる                      | 小山剛志   | 釘宮洋     | うえだしげる | 赤城博昭   | 7月28日        |
| その7  | 人の長所を盗む                           | 小山剛志   | 西田章二   | うえだしげる | 秋山由樹子 | 9月1日         |
| その8  | やらずに後悔していることを今日から始める | 小山剛志   | 樋口香里   | うえだしげる | 樋口香里   | 9月8日         |
| その9  | ほほ笑みながら握手をしろ                 | 大地丙太郎 | 大地丙太郎 | 赤城博昭     | 赤城博昭   | 9月15日        |
| その10 | 自信を持つ                               | 大地丙太郎 | 大地丙太郎 | 西田章二     | 南伸一郎   | 12月27日       |
| その11 | 人が欲しがっているものを先取りする       | 小山剛志   | 田頭しのぶ | 西田章二     | 赤城博昭   | 12月27日       |
| その12 | 朝寝をしない                             | 大地丙太郎 | 西田章二   | 西田章二     | 南伸一郎   | 12月27日       |

2009年12月27日は、上記以外にその1、その4、その6、その7、その9の再放送も行った。

## ゲーム版
『夢をかなえるゾウ』
トライファーストによるニンテンドーDS用ソフト。2009年5月21日発売。ジャンルは自分、伸びるでぇ！シミュレーション。